# Eleutherodactylus brittoni
El coquí de las hierbas (Eleutherodactylus brittoni) es una rana de la familia Eleutherodactylidae nativa de Puerto Rico, en altitudes entre un poco más que el nivel del mar y 1080 m.